# Гака (футбольний клуб)
Гака (фін. Valkeakosken Haka) — фінський футбольний клуб з міста Валкеакоскі. Один з найуспішніших клубів Фінляндії, дев'ятиразовий чемпіон Фінляндії та 12-разовий володар Кубка Фінляндії.

## Історія
Клуб історично має тісні зв'язки з паперовою промисловістю у Валкеакоскі, і дотепер його спонсором є деревообробна компанія «UPM Kymmene». «Гака» заснована у 1934 році, у 1949 році пробилась до вищого дивізіону чемпіонату Фінляндії. У 1955 році завоювала свій перший титул — Кубок Фінляндії.
Найуспішніший період в історії клубу — 1960-ті роки, під час якого «Гака» здобула по три перемоги у лізі та кубку, в тому числі перший в історії фінського футболу дубль у 1960. У 1972 році «Гака» вибула у нижчу лігу, проте швидко повернулась і у 1977 році знову зробила дубль. Наступний титул чемпіона Фінляндії здобуто у 1995, а в наступному сезоні «Гака» залишає Вейккауслігу, проте знову швидко повертається і тричі поспіль виграє чемпіонат (1998—2000). За останнє десятиріччя клуб ще одного разу ставав чемпіоном (2004) та двічі вигравав кубок (2002 і 2005). 
 Найуспішніший виступ у єврокубках — чвертьфінал Кубка кубків 1983—1984 років, у якому «Гака» поступилась майбутньому володареві Ювентусу.

## Досягнення
- Чемпіон Фінляндії (9): 1960, 1962, 1965, 1977, 1995, 1998, 1999, 2000, 2004.
- Володар Кубка Фінляндії (12): 1955, 1959, 1960, 1963, 1969, 1977, 1982, 1985, 1988, 1997, 2002, 2005.
- Володар Кубка ліги Фінляндії: 1995

## Виступи в єврокубках
| Сезон     | Змагання                     | Раунд                        | Країна               | Клуб             | Результат         | В сукупності |
| --------- | ---------------------------- | ---------------------------- | -------------------- | ---------------- | ----------------- | ------------ |
| 1961–62   | Кубок європейських чемпіонів | Перший раунд                 | Бельгія              | Стандард Льєж    | 1–5, 0–2          | 1–7          |
| 1963–64   | Кубок європейських чемпіонів | Попередній раунд             | Люксембург           | Женесс Еш        | 4–1, 0–4          | 4–5          |
| 1964–65   | Кубок володарів кубків       | Перший раунд                 | Норвегія             | Скейд            | 0–1, 2–0          | 2–1          |
|           |                              | Другий раунд                 | Італія               | Торіно           | 0–1, 0–5          | 0–6          |
| 1966–67   | Кубок європейських чемпіонів | Перший раунд                 | Бельгія              | Андерлехт        | 1–10, 0–2         | 1–12         |
| 1970–71   | Кубок володарів кубків       | Перший раунд                 | Болгарія             | ЦСКА Софія       | 0–9, 1–2          | 1–11         |
| 1977–78   | Кубок УЄФА                   | Перший раунд                 | Польща               | Гурник Забже     | 3–5, 0–0          | 3–5          |
| 1978–79   | Кубок європейських чемпіонів | Перший раунд                 | СРСР                 | Динамо Київ      | 0–1, 1–3          | 1–4          |
| 1981–82   | Кубок УЄФА                   | Перший раунд                 | Швеція               | Гетеборг         | 2–3, 0–4          | 2–7          |
| 1983–84   | Кубок володарів кубків       | Перший раунд                 | Ірландія             | Слайго Роверз    | 1–0, 3–0          | 4–0          |
|           |                              | Другий раунд                 | Швеція               | Гаммарбю         | 1–1, 2–1 (дод.ч.) | 3–2          |
|           |                              | Чверть-фінал                 | Італія               | Ювентус          | 0–1, 0–1          | 0–2          |
| 1986–87   | Кубок володарів кубків       | Перший раунд                 | СРСР                 | Торпедо Москва   | 2–2, 1–3          | 3–5          |
| 1989–90   | Кубок володарів кубків       | Перший раунд                 | Угорщина             | Ференцварош      | 1–5, 1–1          | 2–6          |
| 1996–97   | Кубок УЄФА                   | Перший кваліфікаційний раунд | Естонія              | Флора            | 2–2, 1–0          | 3–2          |
|           |                              | Другий кваліфікаційний раунд | Польща               | Легія            | 0–3, 1–1          | 1–4          |
| 1998–99   | Кубок володарів кубків       | Кваліфікаційний раунд        | Уельс                | Бангор Сіті      | 2–0, 1–0          | 3–0          |
|           |                              | Перший раунд                 | Греція               | Паніоніос        | 0–2, 1–3          | 1–5          |
| 1999–2000 | Ліга чемпіонів               | Перший кваліфікаційний раунд | Фарерські острови    | ГБ Торсгавн      | 1–1, 6–0          | 7–1          |
|           |                              | Другий кваліфікаційний раунд | Шотландія            | Рейнджерс        | 1–4, 0–3          | 1–7          |
| 2000–01   | Ліга чемпіонів               | Перший кваліфікаційний раунд | Північна Ірландія    | Лінфілд          | 1–2, 1–0          | 2–2 (г)      |
|           |                              | Другий кваліфікаційний раунд | Словаччина           | Інтер Братислава | 0–0, 0–1 (дод.ч.) | 0–1          |
| 2001–02   | Ліга чемпіонів               | Перший кваліфікаційний раунд | Мальта               | Валетта          | 0–0, 5–0          | 5–0          |
|           |                              | Другий кваліфікаційний раунд | Ізраїль              | Маккабі Хайфа    | 0–1, 3–0          | 3–1          |
|           |                              | Третій кваліфікаційний раунд | Англія               | Ліверпуль        | 0–5, 1–4          | 1–9          |
| 2001–02   | Кубок УЄФА                   | Перший раунд                 | Німеччина            | Уніон Берлін     | 1–1, 0–3          | 1–4          |
| 2002      | Кубок Інтертото              | Перший раунд                 | Сербія та Чорногорія | Обилич           | 2–1, 1–1          | 3–2          |
|           |                              | Другий раунд                 | Англія               | Фулгем           | 0–0, 1–1          | 1–1 (г)      |
| 2003–04   | Кубок УЄФА                   | Кваліфікаційний раунд        | Хорватія             | Хайдук Спліт     | 2–1, 0–1          | 2–2 (г)      |
| 2004–05   | Кубок УЄФА                   | Перший кваліфікаційний раунд | Люксембург           | Етцелла          | 2–1, 3–1          | 5–2          |
|           |                              | Другий кваліфікаційний раунд | Норвегія             | Стабек           | 1–3, 1–3          | 2–6          |
| 2005–06   | Ліга чемпіонів               | Перший кваліфікаційний раунд | Вірменія             | Пюнік            | 1–0, 2–2          | 3–2          |
|           |                              | Другий кваліфікаційний раунд | Норвегія             | Волеренга        | 0–1, 1–4          | 1–5          |
| 2006–07   | Кубок УЄФА                   | Перший кваліфікаційний раунд | Естонія              | ФКІ Левадія      | 0–2, 1–0          | 1–2          |
| 2007–08   | Кубок УЄФА                   | Перший кваліфікаційний раунд | Уельс                | Ріл              | 1–3, 2–0          | 3–3 (г)      |
|           |                              | Другий кваліфікаційний раунд | Данія                | Мідтьюлланн      | 1–2, 2–5          | 3–7          |
| 2008–09   | Кубок УЄФА                   | Перший кваліфікаційний раунд | Ірландія             | Корк Сіті        | 2–2, 4–0          | 6–2          |
|           |                              | Другий кваліфікаційний раунд | Данія                | Брондбю          | 0–4, 0–2          | 0–6          |